# 太陽と戦慄
『太陽と戦慄』（たいようとせんりつ、Larks' Tongues in Aspic）は、1973年に発表されたキング・クリムゾンのアルバム。原題の直訳は「雲雀の舌のアスピック」となる。全英20位・全米61位を記録。

## 解説
前作『アイランズ』（1971年）の発表後、リーダーのロバート・フリップ（ギター、メロトロン）は志向する音楽の違いから生じる内紛のゆえに解散を宣言。1972年4月、契約履行のアメリカ・ツアーを終えると1人帰国した。そしてイエスのライブで感銘を受けていたビル・ブルーフォード（ドラム）を勧誘し、さらに旧友ジョン・ウェットン（ベース、ヴォーカル）、ジェイミー・ミューア（パーカッション）、デヴィッド・クロス（ヴァイオリン、メロトロン）を集めて新しいキング・クリムゾンを結成した。作詞はウェットンの友人でドイツ在住のリチャード・パーマー・ジェイムスが担当した。
彼等は10月17日に、ブレーメンのビートクラブで初舞台に立ち、帰国後、年内の2か月間に国内の27の都市や町でライブ活動を行なった。1973年1月1日に本作の録音を開始し、3月に発表した。
1969年のデビュー以来、キング・クリムゾンは作品ごとに音楽性を変化させてきたが、本作の表題曲では「静と動」で構成された即興演奏を披露している。その意欲の高さと高度な演奏、音楽性は高い評価を獲得し、彼等の代表作の一つに数えられた。「太陽と戦慄 パートII」は現在でも人気レパートリーの一つである。
原題の“Larks' Tongues in Aspic”（「雲雀の舌のゼリー寄せ」）は、ミューアが同題の曲のイメージにたとえた料理の名前で、フリップが音の並びが面白いとして曲名に採用した。
「トーキング・ドラム」の曲名の由来は、ミューアが演奏するブードゥー・ミュージック系打楽器の名称である。上下2面のドラム皮を互いにひもで張り合わせた形状で、ひもの締めつけかたを変えて音程を自在に操る彼の妙技が披露されている。
本作とライヴではミューアの演奏ぶりが話題となったが、彼は本作発表前の1973年2月10日に行なわれたライヴを最後に、仏教修行の為に脱退した。この為、次作『暗黒の世界』は彼抜きの4人で制作された。
2012年、40周年記念としてライヴ音源などを追加した限定盤のボックス・セットが発売された。

## 収録曲

### Side One
1. 太陽と戦慄 パートI - Larks' Tongues in Aspic, Part One (13:36)
Cross, Fripp, Wetton, Bruford, Muir
2. 土曜日の本 - Book of Saturday (2:49)
Fripp, Wetton, Palmer-James
3. 放浪者 - Exiles (7:40)
Cross, Fripp, Palmer-James

### Side Two
1. イージー・マネー - Easy Money (7:54)
Fripp, Wetton, Palmer-James
2. トーキング・ドラム - The Talking Drum (7:26)
Cross, Fripp, Wetton, Bruford, Muir
3. 太陽と戦慄 パートII - Larks' Tongues in Aspic, Part Two (7:12)
Fripp

## レコーディング・メンバー
- ロバート・フリップ - Guitar, Mellotron & Devices & Electric piano
- ジョン・ウェットン - Vocal, Bass & Piano (3)
- ビル・ブルーフォード - Drums
- デヴィッド・クロス - Violin, Viola, Flute (3)
- ジェイミー・ミューア - Percussions, Drums (1,6)

## クレジット
- Engineer: Nick Ryan
- Cover Design by Tantra Designs, London
- Equipment by Kettle, Simmons & Walmsley
- Recorded at Command Studios, London - Jan & Feb 1973
- A King Crimson Production
for E.G. Records (David & Mark)
- All songs published by E.G. Music Ltd ©1973

## 備考
- フリップは映画『エマニエル夫人』（1974年）の劇中で使用されている音楽が「太陽と戦慄パート2」の盗作だとして、公開後かなり時間がたってから訴訟を起こし[5]、最終的には示談で解決した。
- 2007年、「イージー・マネー」が日本でトヨタ・istのCMソングに使われた[6]。
- “太陽と戦慄”は日本盤独自の邦題であり[† 2]、2002年、日本の音楽雑誌「クロスビート」の編集者がフリップにインタビューして本作について問うた際、本作を原題ではなく邦題の英訳で呼んでしまったので、質問が通じなかった。フリップは本作が日本では原題とは無関係な題をつけられていることを知って大変苦い顔をしたという[† 3]。